# Бугашени
Бугашени (груз. ბუღაშენი, арм. Բուղաշեն) — село в Грузии, на территории Ахалкалакского муниципалитета края (мхаре) Самцхе-Джавахети.

## География
Село находится в южной части Грузии, к востоку от реки Баралетисцкали, на расстоянии приблизительно 11 километров (по прямой) к северо-востоку от города Ахалкалаки, административного центра муниципалитета. Абсолютная высота — 1716 метров над уровнем моря.

## Население
По результатам официальной переписи населения 2014 года, в Бугашени проживало 460 человек (225 мужчин и 235 женщин). В национальной структуре населения армяне составляли 98,7 %, грузины — 0,9 %, русские — 0,4 %.
| Год  | Население, человек |
| ---- | ------------------ |
| 2002 | 744                |
| 2014 | ↘ 460              |